# Libera Università Internazionale degli Studi Sociali
Die Luiss  (Libera Università Internazionale degli Studi Sociali Guido Carli; deutsch: Freie Internationale Universität für Soziale Studien) ist eine mit dem italienischen Arbeitgeberverband Confindustria verbundene freie Privatuniversität für Sozialwissenschaften in Rom mit über 9000 Studenten. Im Bereich Wirtschaft konkurriert sie mit der Universität Luigi Bocconi in Mailand. Der Campus liegt etwas nordöstlich vom Stadtzentrum in Parioli.

## Gründung, Angebot, Renommee

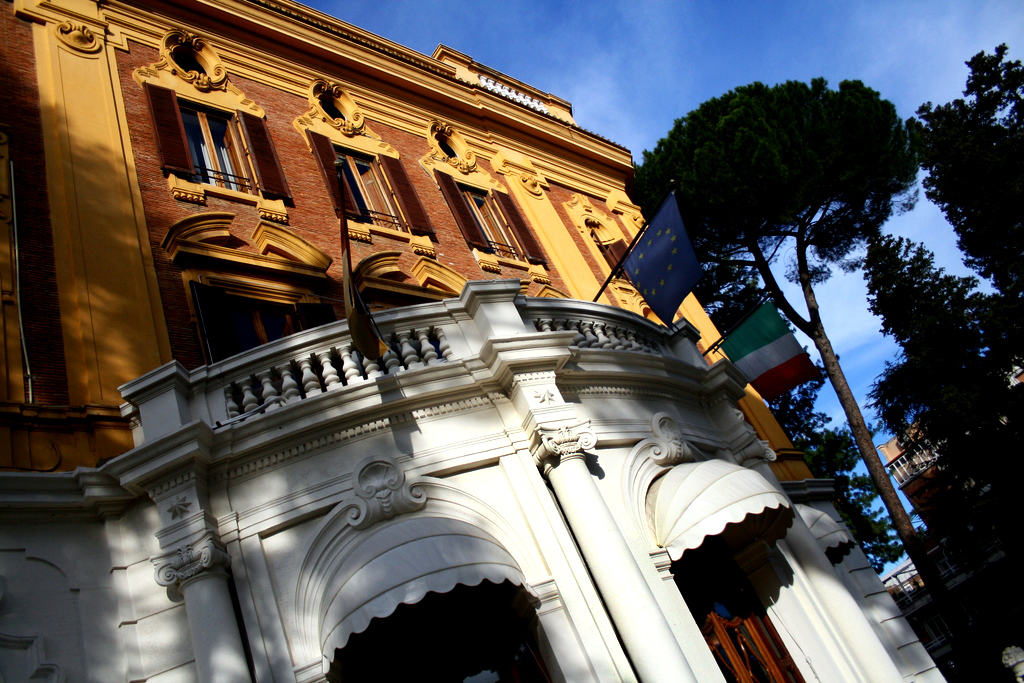
Sitz der Luiss Guido Carli

Die Bildungseinrichtung wurde 1946 als erste nach dem Zweiten Weltkrieg private Universität Italiens gegründet, zunächst als katholische Hochschule unter dem Namen Istituto di Studi Superiori Pro Deo von den römisch-katholischen Geistlichen Félix Andrew Morlion, einem belgischen Dominikanerpater, und Monsignore Antonio de Angelis, und hieß seit 1948 Università Internazionale degli Studi Sociali „Pro Deo“. Die seit 1968 kolportierten Verbindungen der Gründer zu US-amerikanischen Geheimdiensten und verschiedene Skandale führten zur Aufgabe der kirchlichen Identität der Einrichtung Anfang der 1970er Jahre. Seit ihrer Umformung in eine laizistische Privatuniversität im Jahr 1974 ist die Hochschule eng mit dem nationalen italienischen Arbeitgeberverband Confindustria verbunden.
Sie hat drei Fakultäten: Jura, Wirtschaft und Politikwissenschaften. Daneben gibt es eine Journalismus-Schule, eine Business School und seit Februar 2010 eine School of Government, von der englischsprachige Masterstudiengänge (Master in European Studies, Master in International Public Affairs) angeboten werden.
Für die Bachelor-Studiengänge fallen rund 8.400 € und für die Master-Studiengänge bis zu 12.000 € jährliche Studiengebühr an. Die Universität ist bestrebt, weltweit herausragende Talente zu rekrutieren; Aufnahmetests finden im Frühjahr und Herbst statt.
Neben dem Hauptstandort in der viale Romania (Trieste) gibt es sechs Standorte. Viele Gebäude sind in historischen Palästen und Villen untergebracht. Einlass in das Universitätsgelände ist nur mit Studentenausweis möglich.
Die Luiss betreibt unter anderem Auslandspatenschaften mit der Stanford University, dem King’s College London, der EBS Universität für Wirtschaft und Recht, der Freien Universität Berlin, der University of British Columbia, der ESCP Europe und der WHU – Otto Beisheim School of Management.

## Verbundene Personen und Alumni
- Giuseppe Conte (* 1964), Premierminister Italiens
- Carlo Messina (* 1962), Hauptgeschäftsführer von Intesa Sanpaolo
- Luigi de Vecchi, Vorstand des europäischen Investment-Bankings der Citigroup[3]
- Luca Maestri, CFO von Apple
- Fulvio Conti, CEO von ENEL
- Riccardo Zacconi, CEO von King Digital Entertainment
- Pasquale Ferrara (* 1958), Diplomat, Generalsekretär des Europäischen Hochschulinstitutes
- Maximo Ibarra (* 1968), Vorstandsvorsitzender von Wind Telecomunicazioni S.p.A.[4]
- Jared Diamond (* 1937), US-amerikanischer Evolutionsbiologe[5]
- Rosy Bindi (* 1951), Politikerin, Präsidentin der Partito Democratico
- Fabio Caressa (* 1967), Sportreporter
- Jean-Paul Fitoussi (1942–2022), Ökonom
- Giovanni Floris (* 1967), Journalist
- Massimo Moratti (* 1945), Unternehmer, Altpräsident des Internazionale FC und Hauptgeschäftsführer von Saras
- Massimo Nordio (* 1958), Hauptgeschäftsführer von Volkswagen AG Italien
- Giuliano Amato (* 1938), Jurist, Politiker, Ex-Ministerpräsident Italiens
- Augusto Fantozzi (* 1938), Ex-Finanzminister (Kabinett Dini)
- Giovanni Maria Flick (* 1940), Ex-Justizminister (Kabinett Prodi I)
- Antonio Martino (1942–2022), Ökonom, Politiker, früherer Außen- und Verteidigungsminister Italien